# Heeßen
Heeßen is een gemeente in de Duitse deelstaat Nedersaksen. De gemeente maakt deel uit van de Samtgemeinde Eilsen in het Landkreis Schaumburg.
Heeßen telt 1.441 inwoners.
Belangrijkste buurgemeente is Rinteln in het zuiden. Ten noorden van Heeßen ligt Bad Eilsen, een kuuroord waar het bestuur van de Samtgemeinde Eilsen zetelt.
Langs Heeßen loopt, in west-oost-richting, de autosnelweg A2. Afrit 35 van deze Autobahn ligt vlak bij het buurdorp Luhden; de Autobahn kruist hier de van noordwest naar zuidoost lopende Bundesstraße 83 of B83. Deze B83 loopt ook door het dorp Heeßen zelf heen. Ten noordwesten van Bad Eilsen, in Bückeburg, takt deze B83 van de belangrijke oost-westverbinding B65 af.
Uit het dorp, dat vermoedelijk rondom een sedert het jaar 1284 reeds bestaande en door een zekere Hasso of Hesso bewoonde boerderij is ontstaan, zijn geen historische gebeurtenissen van meer dan plaatselijke betekenis overgeleverd.  Heeßen is gelegen in het Wezerbergland en bestaat voornamelijk van wandel- en fietstoerisme.
Opvallend is, dat Heeßen wel, en het grotere Bad Eilsen niet over een basisschool beschikt.
- Gemeinsame Normdatei: 16031604-2
- Virtual International Authority File: 131243095

Ahnsen · 
Apelern · 
Auetal · 
Auhagen · 
Bad Eilsen · 
Bad Nenndorf · 
Beckedorf · 
Buchholz · 
Bückeburg · 
Hagenburg · 
Haste · 
Heeßen · 
Helpsen · 
Hespe · 
Heuerßen · 
Hohnhorst · 
Hülsede · 
Lauenau · 
Lauenhagen · 
Lindhorst · 
Lüdersfeld · 
Luhden · 
Meerbeck · 
Messenkamp · 
Niedernwöhren · 
Nienstädt · 
Nordsehl · 
Obernkirchen · 
Pohle · 
Pollhagen · 
Rinteln · 
Rodenberg · 
Sachsenhagen · 
Seggebruch · 
Stadthagen · 
Suthfeld · 
Wiedensahl · 
Wölpinghausen